# 獅子よ眠れ
『獅子よ眠れ』（ししよねむれ、原題：龍騰四海、英題：Gun and Rose）は、1992年に台湾・香港で製作、公開されたアクション映画である。
監督はクラレンス・フォク。主演はアンディ・ラウ、アラン・タン、サイモン・ヤム、レオン・ライ、ボウイ・ラム、ロレッタ・リーなど。

## キャスト
※括弧内は日本語吹替
- アンディ - アンディ・ラウ（堀内賢雄）
- アラン - アラン・タン（玄田哲章）
- サイモン - サイモン・ヤム（金尾哲夫）
- レオン - レオン・ライ（宮本充）
- キャリー - キャリー・ン（高島雅羅）
- モニカ - モニカ・チャン（日野由利加）
- ボウイ - ボウイ・ラム（後藤敦）
- ロレッタ - ロレッタ・リー（鈴鹿千春）
- チキン - チャーリー・チャン（秋元羊介）
- ビー - ジョン・チン（島田敏）
- ルン - ティエン・ファン（小関一）